# Musée régional de Fouras
Le Musée d'histoire régionale de Fouras est un musée labellisé Musée de France depuis 2004 situé dans le cœur historique de Fouras, une des stations balnéaires les plus attractives de la Charente-Maritime.

## Présentation
De petit musée local, il s'est considérablement agrandi par rapport à son origine offrant aujourd'hui 600 m² d'exposition de ses nombreuses et précieuses collections qui en font un musée d'art et d'histoire et d'ethnographie régionale. 
À partir du printemps 2006, il a pris une réelle envergure départementale et régionale  avec la mise en place de trois axes de développement qui portaient sur la préservation des collections, la mise en valeur de l'histoire locale et l'animation dont une ouverture vers les scolaires. 
De plus, la labellisation du musée a fortement contribué à accroître sa notoriété sans oublier de mentionner sa mise en réseau avec d'autres grands musées de la région Poitou-Charentes.

## Historique du Musée régional
Le musée est situé dans le sémaphore, qui correspond au site historique du Fort Vauban ou Donjon de Fouras, ancienne forteresse qui gardait l'entrée de l'estuaire de la Charente. 
Le musée régional de Fouras a été créé en 1956 et est géré par "l'Association des Amis du Musée". 
Ce musée a subi une très profonde transformation de ses collections muséographiques en 2005 ainsi qu'à l'intérieur même du donjon où le troisième étage notamment a été aménagé de fond en comble.
En juillet 2008, les "Amis du Musée de Fouras" et la "Société Le Sémaphore" ont créé un film sur la station balnéaire de Fouras, intitulé "Fouras 1900, une découverte de Fouras-les-Bains à la Belle Époque". Ce DVD s'appuie sur une collection muséale de 1500 cartes anciennes sur la ville et est vendu dans le musée.

## Cinq thèmes
Le Musée régional de Fouras offre aux visiteurs, touristes et chercheurs, cinq thèmes principaux qui sont :
- Les Beaux-Arts
- Les arts graphiques
- L'ethnologie
- L'Histoire
- Les traditions maritimes

## Collections permanentes
Grâce à un parcours thématique sur 600 m² d'exposition, dans dix salles thématiques et sur trois étages de l'ancien Fort Vauban, il est possible de découvrir les collections permanentes portant sur l'histoire de la ville ou sur l'évolution du littoral charentais.
Le premier étage du musée retrace l'histoire de la presqu'île de Fouras, le second étage est consacré à la faune et à la flore marine et aquifère tandis que le troisième étage est occupé par les maquettes et la batellerie, et sur la mezzanine, des mannequins et des costumes de toutes les époques de l'histoire de Fouras y sont exposés.
Dans le domaine des Arts, plusieurs thématiques sont proposées :
- Architecture et urbanisme.
- Art moderne et contemporain.
- Art religieux (Saint en bois sculpté de 2 mètres de haut).
- Arts décoratifs : céramique, orfèvrerie, textiles.
- Beaux-Arts : estampes et affiches, peinture, sculpture.

La collection des objets qui se rapportent aux civilisations extra-européennes rappellent le lien perpétuel et historique du littoral charentais avec le reste du monde.
- Civilisations extra-européennes : africaines et océaniennes.

Dans le domaine de l'ethnologie, de très nombreux objets ont pu être rassemblés provenant essentiellement des provinces d'Aunis et de Saintonge.
- Ethnologie : costumes, métiers et outils.

Dans le domaine de l'Histoire qui se rapporte davantage à la ville et à la région, trois sous-thématiques sont proposées :
- Histoire : période historique, histoire locale et régionale, biographies.
- Archéologie : époque gallo-romaine, Moyen Âge, époque Moderne.
- Collections militaires : armes, artillerie, uniformes, armures.

Dans le domaine des Sciences qui se rapporte à l'évolution du littoral charentais et à la vie marine autant qu'à celle des milieux aquifères comme les marais et les estuaires, d'intéressantes collections d'objets y sont exposées.
- Sciences de la nature : Géologie, Invertébrés, Ichtyologie, Malacologie, Mammalogie, Ornithologie
- Sciences et techniques : agro-alimentaire, aéronautique, navigation et pêche.

## Collections temporaires
L'établissement accueille aussi des expositions temporaires dont les thèmes se rapportent aussi bien à la peinture qu'aux arts plastiques.

## Le fonds documentaire du Musée régional
De plus, le Musée de Fouras dispose d'une bibliothèque constituée par un fonds documentaire riche d'environ 1 500 ouvrages divers, précieux pour les étudiants et les chercheurs. La bibliothèque du musée également consultable  par internet permet de découvrir les titres d'anciens livres émanant d'auteurs régionaux ou de livres rares introuvables sur le marché. Ce fonds ancien constitue pour les érudits une mine de savoir fort privilégiée et rehausse la notoriété du musée en tant que véritable pôle culturel de la ville et du département.